# Omphalagria togoensis
Omphalagria togoensis är en fjärilsart som beskrevs av M.Gaede 1915. Omphalagria togoensis ingår i släktet Omphalagria och familjen nattflyn. Inga underarter finns listade i Catalogue of Life.